# USS Black Hawk (1996)
USS Black Hawk (MHC-58) (Nederlands: Zwarte Havik) was een Amerikaanse mijnenjager van de Ospreyklasse. Het schip, gebouwd door Amerikaanse scheepswerf Intermarine USA uit Savannah, was het vierde schip bij de Amerikaanse marine met de naam Black Hawk. De schepen van de Ospreyklasse waren de eerste schepen bij de Amerikaanse marine die ontworpen waren als mijnenjager.
Een half jaar na de in dienst name werd de Black Hawk op 1 januari 1997 toegevoegd aan de reservevloot van de Verenigde Staten waar het gebruikt werd voor het opleiden van reservisten. Op 1 december 2007 werd het schip uit dienst genomen.